# Watch Your Step

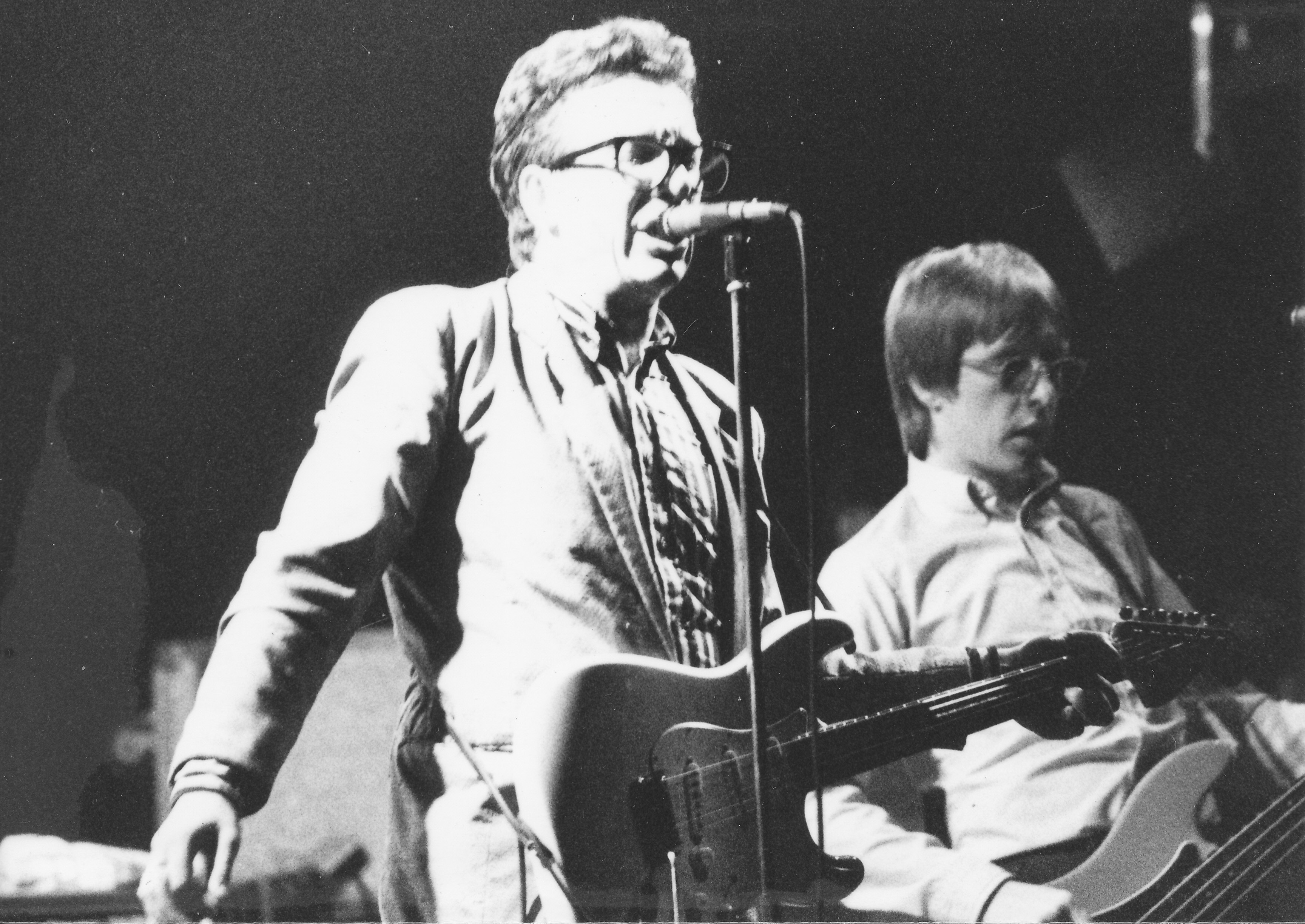
Elvis Costello (1980)

Watch Your Step ist ein Song, der von Elvis Costello geschrieben und 1981 mit The Attractions auf ihrem Album Trust veröffentlicht wurde.
Der Song wurde 1981 in den USA als einzige Single von Trust veröffentlicht. Er schaffte es nicht in die Charts und wurde in Großbritannien nicht als Single veröffentlicht. Trotzdem wurde der Song von der Kritik positiv aufgenommen und war ein Live-Favorit.

## Hintergrund
Laut Costello entstand Watch Your Step aus Texten, die er Anfang der 70er Jahre schrieb. Costello hatte diese Texte über viele Jahre von Notizbuch zu Notizbuch kopiert. Der Text „Listen to the hammers falling in the breaker’s yard“ bezog sich auf eine Erinnerung, die Costello hatte, als er als Kind die Verschrottung von Dampflokomotiven in den Nachrichten sah.
Costello stellte Watch Your Step im Sommer 1980 fertig, vor der Aufnahme des Albums Trust. Ein Demo des Songs entstand in dieser Zeit als ein „rauer Rocker“, im Gegensatz zur endgültigen Version, die Costello als „eine langsame Tanznummer“ beschrieb. Die Verwendung der Melodica im Song war laut Costello von Dub-Musik inspiriert; ein Gitarrensolo für den Song wurde stattdessen verworfen.